# Syzygium tubiflorum
Syzygium tubiflorum är en myrtenväxtart som beskrevs av Peter Shaw Ashton. Syzygium tubiflorum ingår i släktet Syzygium och familjen myrtenväxter. Inga underarter finns listade i Catalogue of Life.